# أوبواسي
أوبواسي هي مستوطنة، ومدينة كبيرة، في غانا، تقع في مقاطعة أوبواسي المحلية ، وهي عاصمتها، بلغ عدد سكانها 180,460 نسمة وذلك حسب إحصائيات سنة 2013.

## المناخ
يظهر الجدول التالي التغييرات المناخية على مدار السنة لأوبواسي:
| البيانات المناخية لـأوبواسي       | البيانات المناخية لـأوبواسي | البيانات المناخية لـأوبواسي | البيانات المناخية لـأوبواسي | البيانات المناخية لـأوبواسي | البيانات المناخية لـأوبواسي | البيانات المناخية لـأوبواسي | البيانات المناخية لـأوبواسي | البيانات المناخية لـأوبواسي | البيانات المناخية لـأوبواسي | البيانات المناخية لـأوبواسي | البيانات المناخية لـأوبواسي | البيانات المناخية لـأوبواسي | البيانات المناخية لـأوبواسي |
| الشهر                             | يناير                       | فبراير                      | مارس                        | أبريل                       | مايو                        | يونيو                       | يوليو                       | أغسطس                       | سبتمبر                      | أكتوبر                      | نوفمبر                      | ديسمبر                      | المعدل السنوي               |
| --------------------------------- | --------------------------- | --------------------------- | --------------------------- | --------------------------- | --------------------------- | --------------------------- | --------------------------- | --------------------------- | --------------------------- | --------------------------- | --------------------------- | --------------------------- | --------------------------- |
| متوسط درجة الحرارة الكبرى °م (°ف) | 32 (89)                     | 31 (87)                     | 31 (87)                     | 31 (87)                     | 32 (89)                     | 29 (84)                     | 27 (80)                     | 27 (80)                     | 26 (79)                     | 30 (86)                     | 32 (89)                     | 32 (89)                     | 30 (86)                     |
| متوسط درجة الحرارة الصغرى °م (°ف) | 24 (75)                     | 24 (76)                     | 24 (76)                     | 25 (77)                     | 25 (77)                     | 24 (75)                     | 23 (73)                     | 22 (71)                     | 21 (70)                     | 24 (75)                     | 24 (76)                     | 24 (76)                     | 23 (74)                     |
| الهطول مم (إنش)                   | 25 (1.0)                    | 25 (1.0)                    | 76 (3.0)                    | 130 (5.0)                   | 200 (8.0)                   | 230 (9.0)                   | 100 (4.0)                   | 25 (1.0)                    | 76 (3.0)                    | 150 (6.0)                   | 130 (5.0)                   | 100 (4.0)                   | 1٬300 (50)                  |
| المصدر: Myweather2.com            |                             |                             |                             |                             |                             |                             |                             |                             |                             |                             |                             |                             |                             |

## مدن توأم
المدن التوأم:
- ريفرسايد.

## أعلام
- شايبو ياكوبو
- أغيمانغ أوبوكو
- جون مينساه
- دافيد تيلفر
- ديفين ناه